# Perla (genre)
Genre
Perla (les perles) est un genre d'insectes plécoptères de la famille des Perlidae.
Les larves aquatiques de ces insectes sont très sensibles à la qualité des eaux et ces espèces sont donc de bons bioindicateurs. 

## Liste des espèces
Selon BioLib (21 novembre 2024) :
- Perla abdominalis Guérin-Méneville, 1838
- Perla aegyptiaca Pictet, 1841
- Perla bipunctata (Pictet, 1833)
- Perla burmeisteriana Claassen, 1936
- Perla carantana Sivec & Graf, 2002
- Perla carletoni Banks, 1920
- Perla caucasica (Navás, 1931)
- Perla caudata Klapálek, 1921
- Perla comstocki Wu, 1937
- Perla cymbele Needham, 1909
- Perla duvaucelii Pictet, 1841
- Perla grandis (Rambur, 1841)
- Perla horvati Sivec & Stark, 2002
- Perla illiesi Braasch & Joost, 1971
- Perla ione Needham, 1909
- Perla kiritschenkoi Zhiltzova, 1961
- Perla liui Wu, 1940
- Perla madritensis Rambur, 1842
- Perla marginata (Panzer, 1799)
- Perla melanophthalma Navás, 1926
- Perla mexicana Guérin-Méneville, 1838
- Perla minor Curtis, 1827
- Perla nirvana Banks, 1920
- Perla orientalis Claassen, 1936
- Perla pallida Guérin, 1838
- Perla persica Zwick, 1975
- Perla quadrata Klapálek, 1907
- Perla simplex Chu, 1929
- Perla tibialis Pictet, 1841
- Perla xenocia Banks, 1914
- Perla zwicki Sivec & Stark, 2002

Selon ITIS (14 juillet 2018) :
- Perla marginata (Panzer, 1799)
- Perla maxima (Scopoli, 1763)